# 池内村
池内村（いけうちむら）は、京都府加佐郡にあった村。現在の舞鶴市の中部、西舞鶴市街の南東一帯、舞鶴若狭自動車道・舞鶴西インターチェンジの周辺にあたる。

## 地理
- 山岳：弥仙山
- 河川：池内川

## 歴史
- 1889年（明治22年）4月1日 - 町村制の施行により、今田村・堀村・池内下村・上根村・布敷村・別所村・寺田村・白滝村・岸谷村の区域をもって発足。
- 1936年（昭和11年）8月1日 - 舞鶴町に編入。同日池内村廃止。

## 交通

### 道路
現在は旧村域に舞鶴若狭自動車道・舞鶴西インターチェンジが所在するが、当時は未開通。